# Peter Joseph Besenval
Peter Joseph Besenval von Brunnstatt (getauft am 5. Mai 1675 in Solothurn; † 26. Mai 1736 ebenda) war ein Schweizer Politiker.

## Leben
Besenval war katholisch und von Solothurn. Er war ein Sohn von Johann Viktor Besenval von Brunnstatt (1638–1713) sowie Bruder von Johann Viktor (1671–1736) und Karl Jakob (1677–1738).
1697 heiratete er Anna Maria Magdalena Schwerzig, Tochter von Blasius, einem Salzhändler und Jungrat.
Von 1683 bis 1690 besuchte er das Jesuitengymnasium in Solothurn, danach war er Kadett und ab 1691 Leutnant im Schweizergarderegiment.
Er war Magistrat und Salzpächter. 1691 wurde er Grossrat, 1693 Seckelschreiber, 1707 Stadtschreiber, 1725 Altrat, 1728 Seckelmeister und 1736 Venner. Er war zudem Dolmetscher der französischen Ambassade und Ritter des St.-Michaels-Ordens.
Besenval war einer der einflussreichsten Politiker Solothurns in der ersten Hälfte des 18. Jahrhunderts. Er war engster Mitarbeiter seines Vaters Johann Viktor Besenval. Nach dessen Tod wurde er Führer der französischen Partei. Er vermochte 1722–1723 den Verlust des Besenvalschen Machtmonopols nicht zu verhindern. Von 1703 bis 1706 liess er zusammen mit seinem Bruder Johann Viktor das Palais Besenval an der Aare erbauen.

## Archive
- Staatsarchiv des Kantons Solothurn
- Zentralbibliothek Solothurn